# ArtBuild
ArtBuild Architects est un studio d'architecture basé à Bruxelles, Paris, et Luxembourg, qui figure au nombre des principaux protagonistes de l'architecture écologique en Europe depuis les années 2000.

## Historique
Le bureau d'architecture ArtBuild Architects a été fondé en 1989 sous le nom de Art & Build par les architectes Pierre Lallemand, Marc Thill et Isidore Zielonka, ainsi que l'ingénieur civil Philippe Van Halteren.
Plusieurs architectes associés ont contribué au développement du studio à partir de 2000, au rang desquels les architectes Steven Beckers, Luc Deleuze et Charlotte Pijcke.
Les associés actuels de l'agence sont David Roulin, Bruno Caballe, Christian Jadot, Steven Ware  et Philippe Bultot.

## Réalisations

### Réalisations en Belgique
- 2002-2010 « Solvay Brussels School » (Université Libre de Bruxelles) à Bruxelles[2]

- 2003-2004 « North Galaxy Towers », boulevard du Roi Albert II 33 à Bruxelles (avec Michel Jaspers et le bureau d'architecture Henri Montois)[3],[4]

- 2004-2006 « Central Plaza » (avec le bureau d'architecture Henri Montois)[5],[6] sur l'emplacement de l'ancien immeuble de la Loterie Nationale, rue de Loxum 25 et rue Cardinal Mercier à Bruxelles

- 2004-2007 « Covent Garden », rue Saint-Lazare / rue Gineste à Bruxelles (avec le bureau d'architecture Henri Montois)[7]

- 2004-2007 « Ellipse building », boulevard du Roi Albert II 35 à Schaerbeek (avec le bureau d'architecture Henri Montois)[3],[8],[6],[9]

- 2013 : laboratoires de GlaxoSmithKline Biologicals, zoning de Wavre nord (chaussée des Collines / avenue Fleming)[10]

- 2012-2014 « Black Pearl », rue Montoyer 15 à Bruxelles[11],[12],[13]

- 2012-2015 « Docks Bruxsel » à Bruxelles[14],[15],[16]

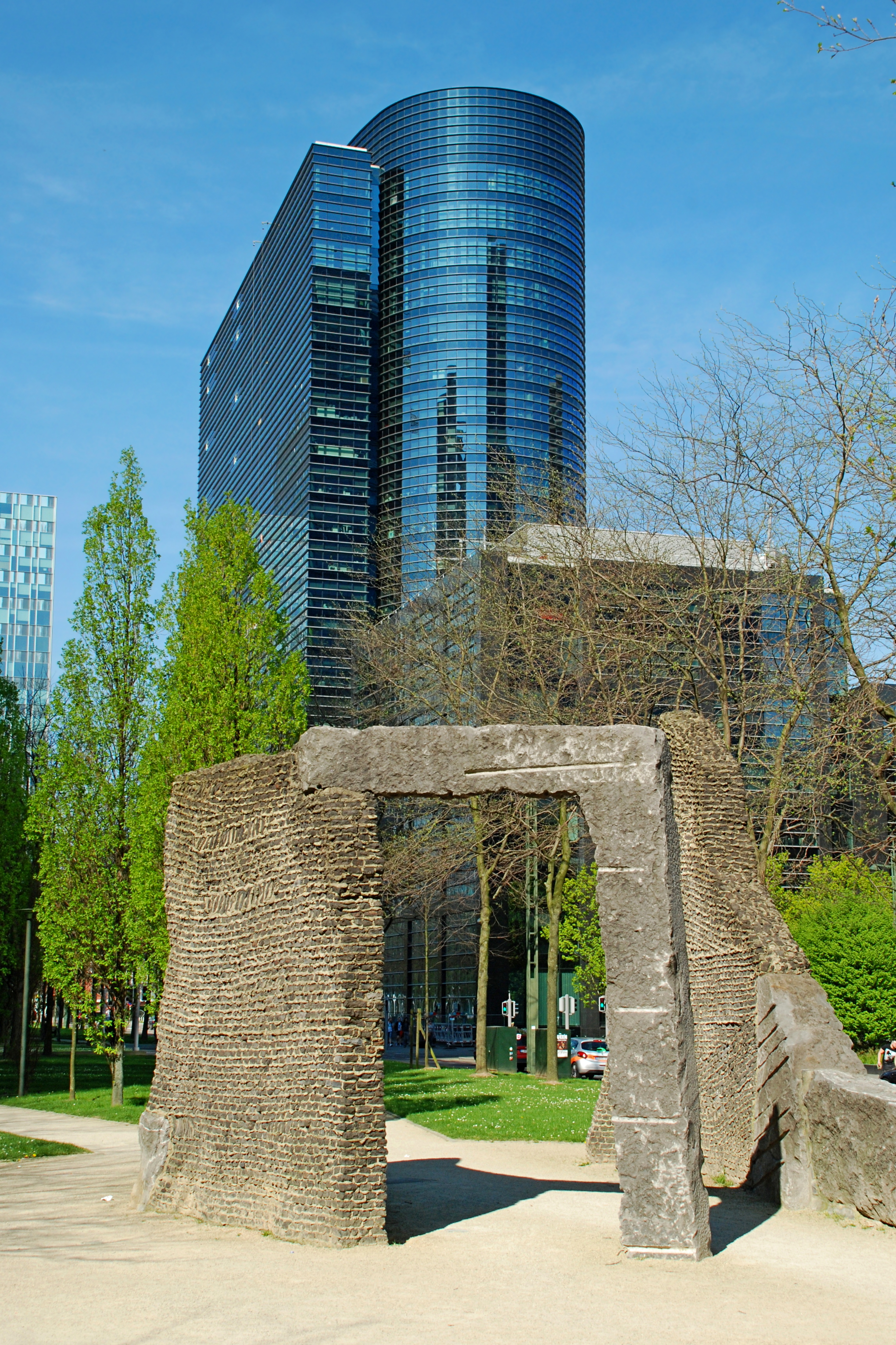
« Ellipse building ».
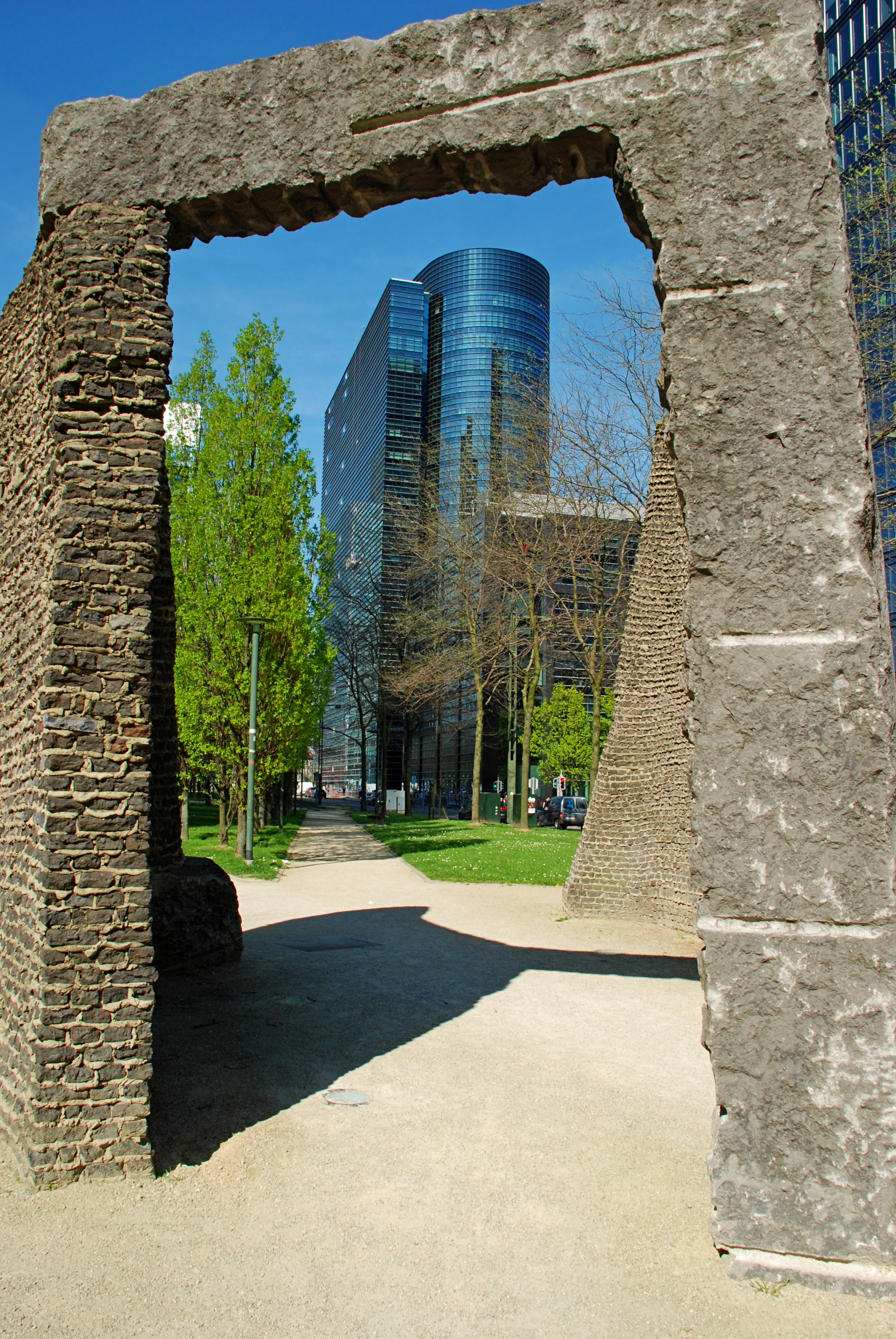
« Ellipse building ».
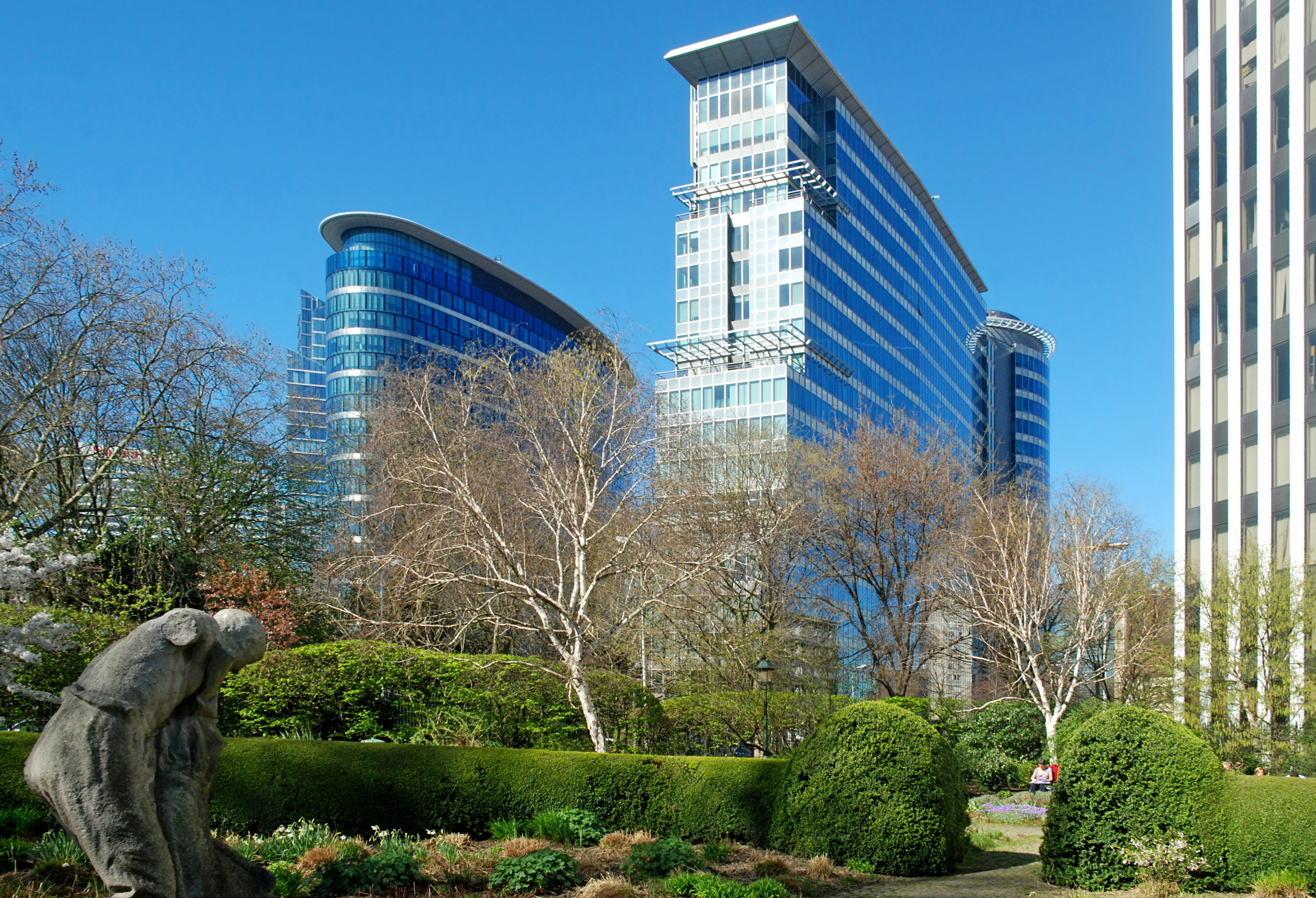
À gauche, le Covent Garden construit en 2007 par Art & Build avec le Bureau Montois en 2007.
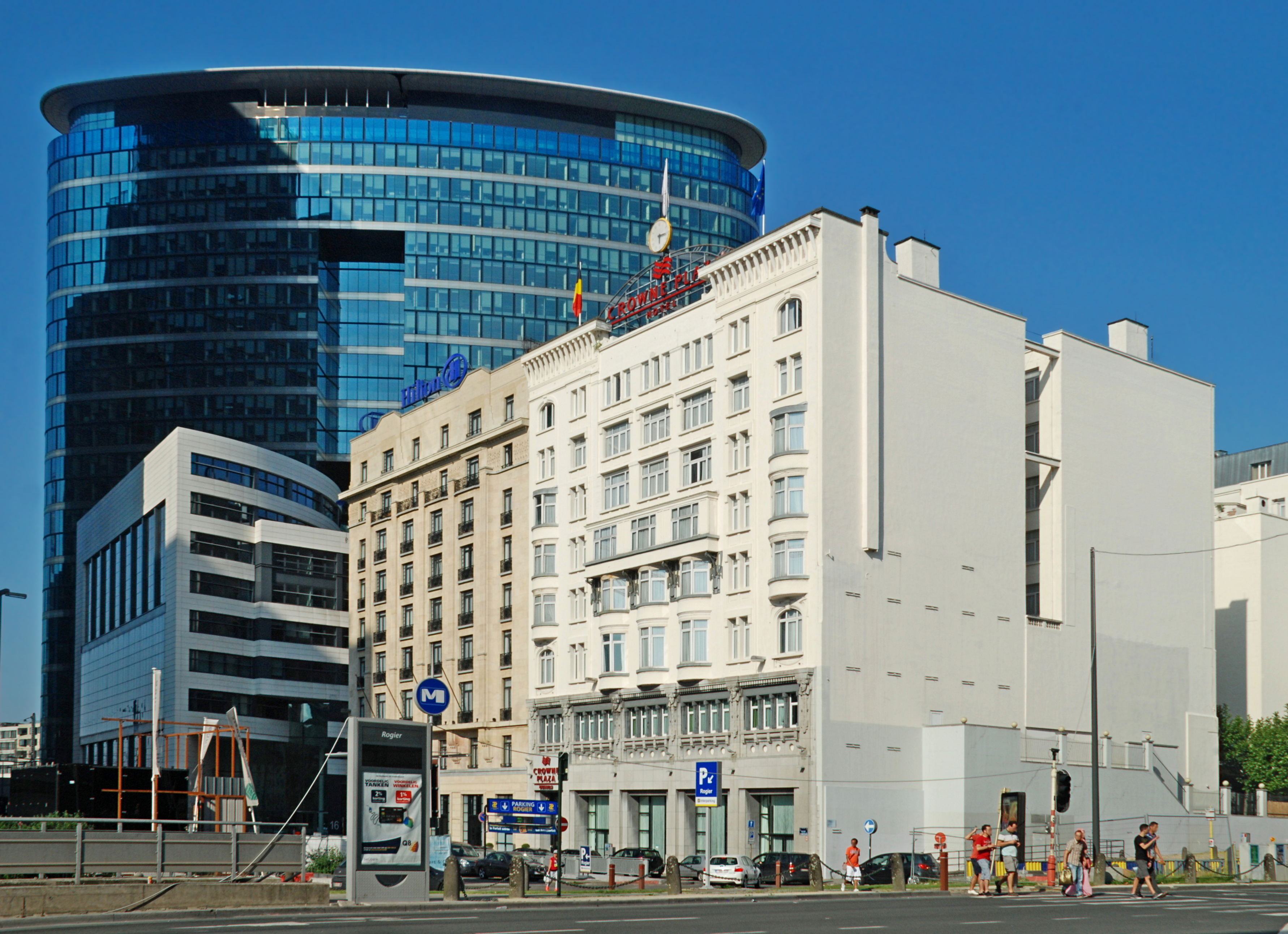
Covent Garden, Hôtel Albert Ier et Palace Hôtel.

### Réalisations hors de Belgique

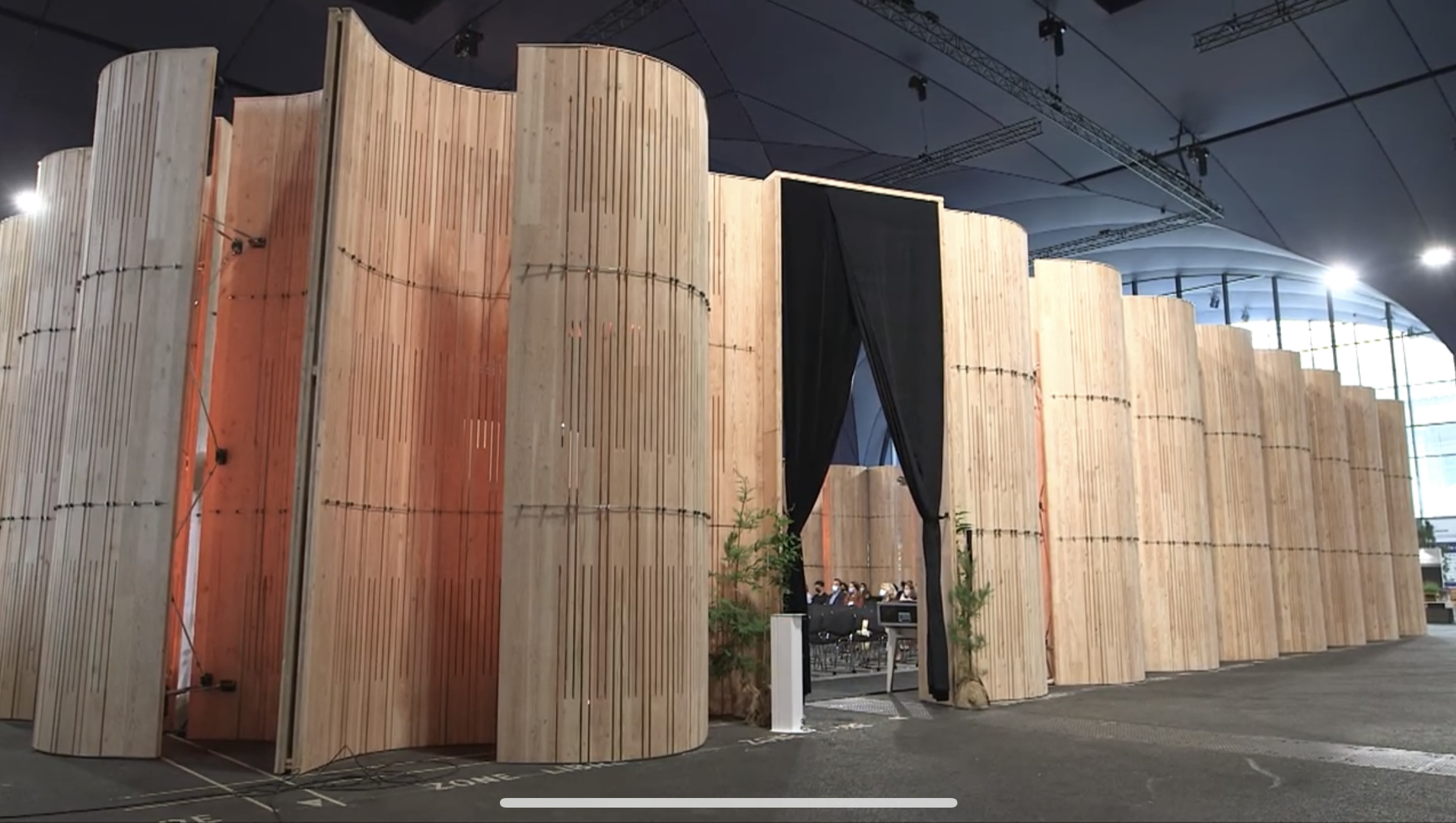
Auditorium éphémère pour le Forum International Bois Construction (Paris).

- 2006-2011 : siège de l'Agence européenne de sécurité alimentaire (EFSA), à Parme en Italie[17]
- 2010 : siège du groupe Chèque Déjeuner, à Gennevilliers en France[18]
- 2015 : siège de Thales Communications and Security, Gennevilliers, France
- 2016 : siège d'Air France KLM, Immeuble Altaï, Roissy, France
- 2017 : siège de la Direction Commercial EDF Sud-Ouest, Bordeaux, France
- 2017 : siège de la Direction des Constructions Publiques et de l'Architecture, Immeuble Opalia à Paris
- 2029 : immeuble Odyssée, Technocentre de Renault, Guyancourt, France
- 2021 : Amphithéâtre Ephémère, Grand Palais Ephémère, Paris, France
- 2022 : Agora, L'école nationale vétérinaire d'Alfort, Maisons-Alfort, France